# The Temp
The Temp is een Amerikaanse neonoire psychologische thriller uit 1993 geregisseerd door Tom Holland. Oorspronkelijk zou het een zwarte komedie zijn, maar Paramount Pictures wilde meer in het genre van een thriller. De release was voorzien in de kerstperiode van 1992, maar volgens het testpubliek was de film onder andere te gewelddadig. Daarom werden bepaalde delen in januari 1993 opnieuw gefilmd. De film flopte en kreeg negatieve recensies.

## Verhaal
Peter Derns, een paranoïde zakenman uit Portland, keert terug naar zijn werk na een verblijf in een psychiatrische kliniek. Zijn bedrijf is overgenomen en hij krijgt hulp van een charmante tijdelijke kracht, Kris Bolin, voor productontwikkeling en problemen op te lossen. Na haar komst gebeuren er meerdere ongelukken, zelfs met doden, onder verdachte omstandigheden waarmee Peter telkens een promotie krijgt om degene die uitviel te vervangen. Hij vermoedt dat er iets niet klopt, vooral als blijkt dat Kris heeft gelogen over haar verleden. Alles wijst steeds meer naar Kris die uiteindelijk een manipulatieve sociopaat is die zich onder het mom van loyaliteit omhoogwerkt. Peter doorziet haar spel, ontslaat haar en licht de politie in al kan hij haar misdaden niet bewijzen.

## Rolverdeling
| Acteur           | Personage      |
| ---------------- | -------------- |
| Timothy Hutton   | Peter Derns    |
| Lara Flynn Boyle | Kris Bolin     |
| Dwight Schultz   | Roger Jasser   |
| Oliver Platt     | Jack Hartsell  |
| Steven Weber     | Brad Montroe   |
| Faye Dunaway     | Charlene Towne |
| Colleen Flynn    | Sara Meinhold  |
| Scott Coffey     | Lance          |
| Maura Tierney    | Sharon Derns   |
| Dakin Matthews   | Dr. Feldman    |
| Lin Shaye        | Rosemary       |
| Michael Winters  | Mercer         |
| Demene Hall      | Marla Higgins  |
| Jesse Vint       | Larry          |

## Nominatie en prijs
| Westrijd                      | Categorie                       | Ontvanger(s) | Resultaat   | Ref.  |
| ----------------------------- | ------------------------------- | ------------ | ----------- | ----- |
| Golden Raspberry Awards 1993  | Slechtste actrice in een bijrol | Faye Dunaway | Gewonnen    | [ 3 ] |
| The Stinkers Bad Movie Awards | Slechtste actrice               | Faye Dunaway | Genomineerd |       |